# الأخضر براهيمي
الأخضر براهيمي سياسي وبرلماني جزائري من مواليد 23 أبريل 1973 بولاية الجلفة، حاصل على شهادة البكالوريا سنة 1992، وحاصل على شهادة في الهندسة المعمارية سنة 1997.

## مناصبه الإدارية
تقلد الأخضر عدة مناصاب إدارية من أهمها:
- رئيس مكتب حتى 2002 بمديرية التعمير والبناء بالجلفة.
- رئيس مصلحة إلى غاية 2005.
- مدير ولاية للمؤسسات الصغيرة والمتوسطة بالأغواط إلى غاية 2009.
- مدير فرعي بوزارة المؤسسات الصغيرة والمتوسطة إلى غاية 2010.
- مدير مركزي للاستثمار بوزارة السياحة إلى غاية 2011.
- مدير السياحة بالأغواط إلى غاية 2017.

## مهام حزبية
- عضو مجلس شورى ولائي لجبهة التغيير المحلة وحركة مجتمع السلم حاليا
- عضو مجلس شورى وطني لجبهة التغيير المحلة وحركة مجتمع السلم حاليا

## نشاطه السياسي
تم انتخابه نائب برلماني عن ولاية الجلفة تحت لواء تحالف حركة مجتمع السلم ماي من سنة 2017، كما يشغل عضو مجلس شورى وطني لحركة مجتمع السلم.

## مواقع التواصل الإجتماعي
- الصفحة الرسمية للنائب لخضر براهيمي